# Ghrelin
Ghrelin (phát âm /ˈɡrɛlɪn/), "hormone đói", còn được gọi là lenomorelin (INN), là một hormone peptide được sản xuất bởi các tế bào tạo ghrelin trong đường tiêu hóa và có chức năng như một chất dẫn truyền thần kinh peptide trong hệ thần kinh trung ương Bên cạnh việc điều chỉnh sự thèm ăn, ghrelin cũng đóng một vai trò quan trọng trong việc điều chỉnh sự phân bố và tỷ lệ sử dụng năng lượng.
Khi dạ dày trống rỗng, ghrelin được hấp thụ. Khi dạ dày bị giãn ra, quá trình tiết dừng lại. Chúng hoạt động với các tế bào não ở vùng dưới đồi để tăng độ đói, và tăng tiết acid dạ dày và nhu động tiêu hóa để chuẩn bị cho cơ thể đón nhận thức ăn.
Các thụ thể cho ghrelin, thụ thể ghrelin/thụ thể tăng tiết hormone tăng trưởng] (GHS-R), được tìm thấy trên cùng tế bào trong não mà cũng chứa thụ thể cho leptin, "hormone no" với tác dụng ngược lại với ghrelin. Ghrelin cũng đóng một vai trò quan trọng trong việc điều chỉnh nhận thức về "hệ thống thưởng" trong các tế bào thần kinh chứa dopamine liên kết với các nucleus accumben ở não (hệ thống liên quan đến ham muốn tình dục, phần thưởng, động lực và liên quan đến nghiện), thông qua các thụ thể colocalize và tương tác với dopamine và acetylcholine. Ghrelin được mã hóa bởi gen GHRL và có lẽ được tạo ra từ sự phân cắt của ghimin/obestatin prepropeptide. Toàn chuỗi preproghrelin là tương đồng với promotilin và cả hai đều là thành viên của họ motilin.
Không giống như trường hợp của nhiều peptide nội sinh khác, ghrelin có thể vượt qua hàng rào máu não, khiến cho ghrelin ngoại sinh có thể có tiềm năng lâm sàng độc đáo.